# Frederic Oriola Velló
Frederic Oriola Velló (Quatretonda, 1978) és un historiador, músic i escriptor en llengua catalana valencià.
Es llicencià en Història i diplomà en Biblioteconomia i Documentació per la Universitat de València. Més endavant, s'especialitzà en gestió cultural de societats musicals per la Universitat Jaume I de Castelló de la Plana. Com a músic es graduà amb el títol elemental de trombó i de tuba (bombardí) pel Conservatori Lluis Milàn de Xàtiva. Fou soci de l'Associació de Compositors de Música de Moros i Cristians (ACMMIC), de l'Institut d'Estudis de la Vall d'Albaida (IEVA), així com de la Unió Musical La Nova de Quatretonda.
Es dedicà a l'estudi de l'arxivística musical, l'associacionisme de bandes, la música de festes populars i la música religiosa, com a fenomen musical al País Valencià, donant com a resultat diversitat d'obres divulgatives, com per exemple articles, llibres, monografies i xerrades. Paral·lelament a la investigació, dugué a terme col·laboracions d'arxivística musical amb institucions com l'Associació Espanyola de Documentació Musical, l'Institut Valencià de la Música i la Federació de Societats Musicals de la Comunitat Valenciana.

## Obres
- Músics i bandes. Aproximació històrica a les bandes de Quatretonda (1997)[2]
- ¡De les meues mans ha de morir ...! Vida i violència a la Quatretonda del segle XIX (2002)[3]
- Ermites, capelles i oratoris i altres tradicions populars (2002)[4]
- Cultura funerària i evolució del cementeri de Quatretonda. Aproximació a la mort en un poble de la vall, ss. XIX-XX (2004)[5]
- El Frare de la Bastida. Contalles populars de la Serra (2005)[6]
- En clau de festa. Aproximació a l'evolució de la música en el cicle festiu valencià (2010)[7]
- Temps de músics i capellans. L'influx del "motu proprio Tra le sollicitudini" a la Diòcesis de València (1903-1936) (2011)[8]
- El mirall pautat. Recull d'expressions i parèmies musicals en la tradició popular (2012) (juntament amb Amparo Blas Núñez)[9][10]